# Heineken Open 2008
L'Heineken Open 2008  è stato un torneo di tennis giocato sul cemento. È stata la 52ª edizione dell'Heineken Open, che fa parte della categoria International Series nell'ambito dell'ATP Tour 2008. Si è giocato all' ASB Tennis Centre di Auckland in Nuova Zelanda,  dal 5 al 13 gennaio 2008.

## Partecipanti

### Teste di serie
| Nazionalità | Giocatore             | Ranking | Testa di serie |
| ----------- | --------------------- | ------- | -------------- |
| Spagna      | David Ferrer          | 5       | 1              |
| Argentina   | Juan Ignacio Chela    | 20      | 2              |
| Argentina   | Juan Mónaco           | 23      | 3              |
| Spagna      | Juan Carlos Ferrero   | 24      | 4              |
| Finlandia   | Jarkko Nieminen       | 26      | 5              |
| Spagna      | Nicolás Almagro       | 29      | 6              |
| Germania    | Philipp Kohlschreiber | 31      | 7              |
| Spagna      | Albert Montañés       | 45      | 8              |

## Campioni

### Singolare
Philipp Kohlschreiber ha battuto in finale  Juan Carlos Ferrero con il punteggio di 7–6(4), 7–5.

### Doppio
Luis Horna /  Juan Mónaco hanno battuto in finale  Xavier Malisse /  Jürgen Melzer con il punteggio di 6–4, 3–6, [10–7].